# Skedala
Skedala est une localité de Suède située dans la commune de Halmstad du comté de Halland. Elle couvre une superficie de 0,42 km2. En 2010, elle compte 351 habitants.